# بوينغ 727

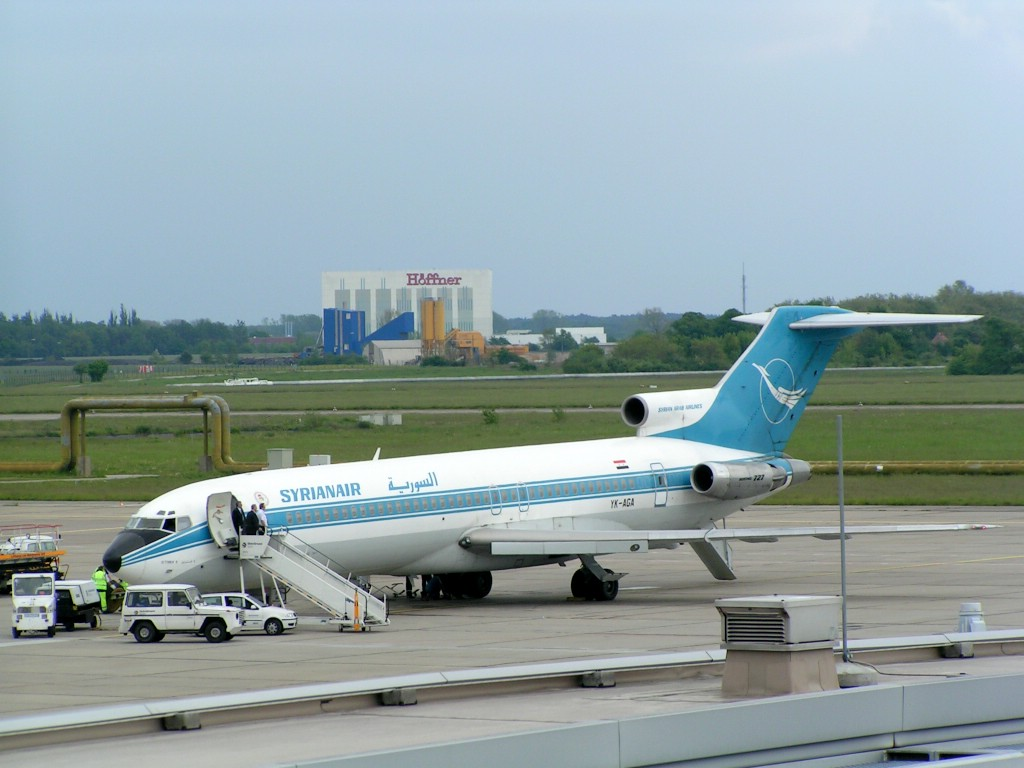
طائرة بوينغ 727 تابعة للخطوط الجوية السورية

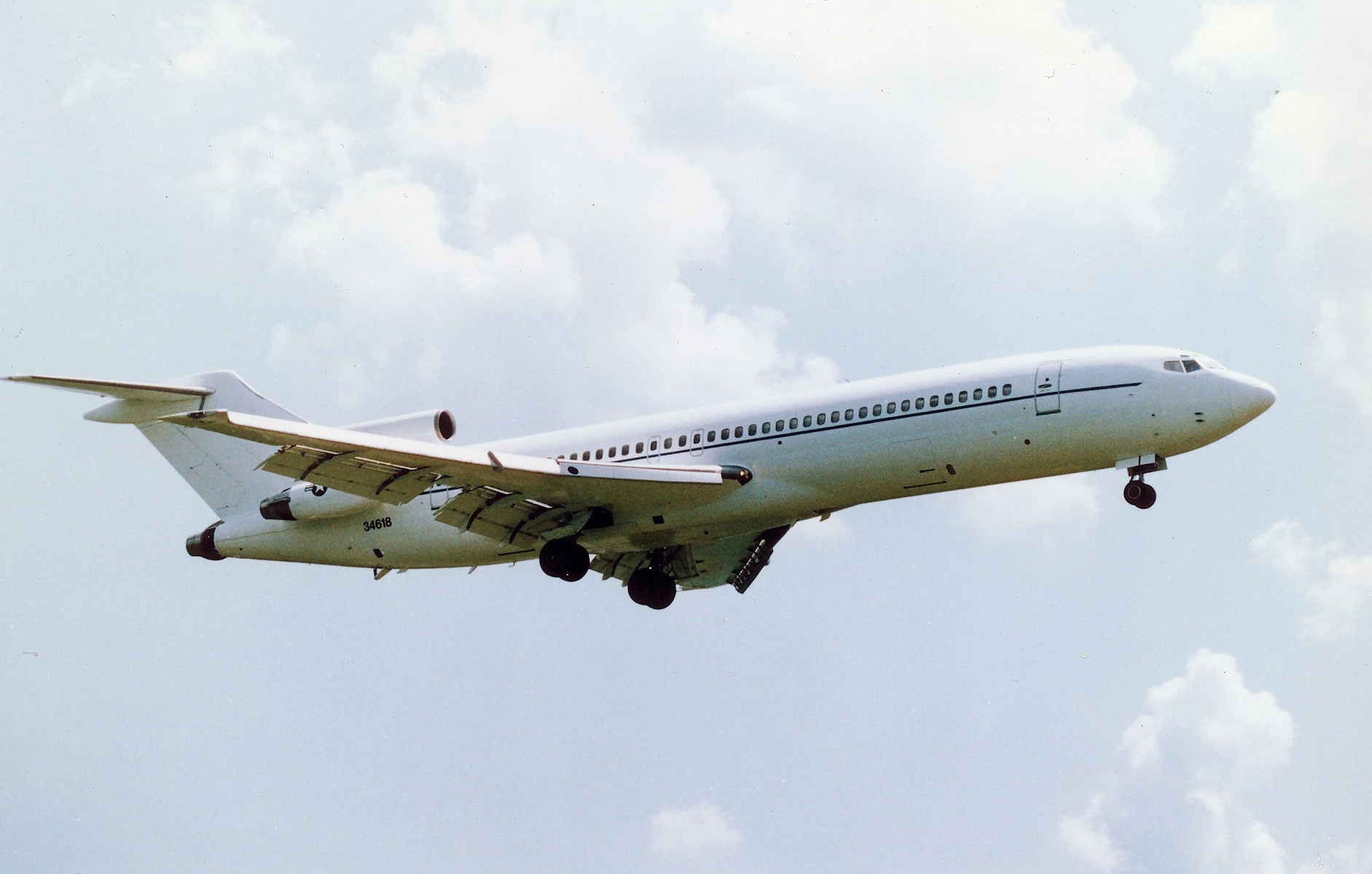
طائرة بوينغ 727 تابعة لسلاح الجو الأمريكي

بوينغ 727 طائرة من إنتاج شركة بوينغ. طائرة متوسطة المدى تم إنتاجها في ستينيات القرن الماضي. طائرة البوينغ 727 مزودة بثلاثة محركات كُلها مثبتة على ذيل الطائرة و يُقارب حجمها حجم الطائرات الحديثة من طراز بوينغ 800-737. تم تشغيلها من قبل العديد من شركات الطيران العالمية.
أول طائرة من هذا الطراز دخلت إلى الخدمة في عام 1963 و خلال العقد اللاحق كان عدد الطائرات من هذا الطراز هو الأكبر في قطاع الطيران المدني في العالم.
في عام 1984 توقف إنتاج هذا الطراز، بعدما أنتجت بوينغ 1831 طائرة من طائرة بوينغ 727. وفي أوائل التسعينيات تخطت بوينغ 737 الرقم القياسي لمبيعات البوينغ 727.
طائرة البوينغ 727 لم تعد تشتغل في نقل المسافرين، فقد كانت آخر رحلة تجارية لها في يناير 2019. أما اليوم فالبوينغ 727 تستخدم فقط للشحن الجوي أو في النقل العسكري.